# 奧索林卡
49°25′9″N 28°6′40″E / 49.41917°N 28.11111°E
奧索林卡（烏克蘭語：Осолинка），是烏克蘭的村落，位於該國西南部文尼察州，由文尼察區負責管轄，面積0.16平方公里，海拔高度284米，2001年人口459，人口密度每平方公里2,961.29人。